# Robert Berland

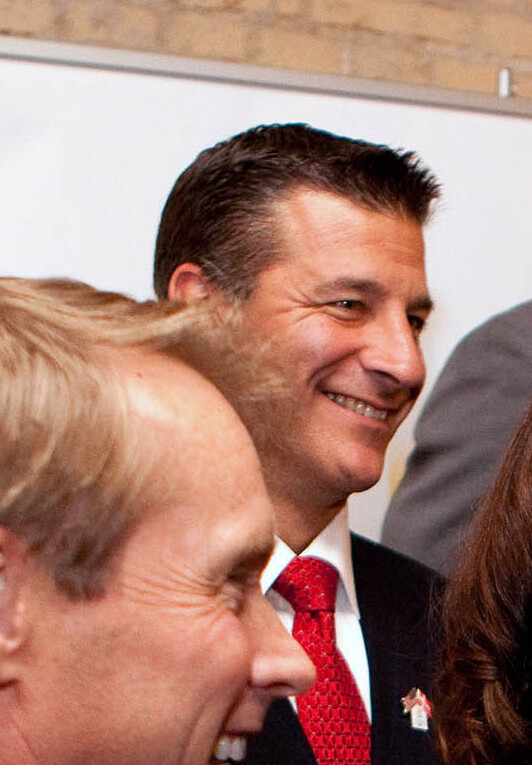
Robert Berland

Robert „Bob“ Lee Berland (* 5. November 1961 in Chicago) ist ein ehemaliger amerikanischer Judoka.
Der 1,88 m große Berland kämpfte bis 1985 im Mittelgewicht. Bei den Panamerikanischen Spielen 1983 verlor er im Finale gegen den Kanadier Louis Jani und erhielt die Silbermedaille. Im gleichen Jahr unterlag er bei den Weltmeisterschaften in Moskau im Viertelfinale gegen Detlef Ultsch aus der DDR, mit Siegen über den Ungarn Miklós Szabó und Karel Purkert aus der Tschechoslowakei sicherte sich Berland die Bronzemedaille. 1984 fanden die Olympischen Spiele in Los Angeles statt, mit vier Siegen erreichte Berland das Finale und verlor dann gegen den Österreicher Peter Seisenbacher.
Ab 1986 trat Berland im Halbschwergewicht an. Bei den Panamerikanischen Meisterschaften 1986 unterlag er im Finale dem Brasilianer Alfredo Fernandez. Bei den Olympischen Spielen 1988 in Seoul unterlag Berland in seinem ersten Kampf gegen den Deutschen Marc Meiling und in der Hoffnungsrunde gegen den Belgier Robert Van de Walle.